# Jan Arnsztajn
Jan Arnsztajn, ps. Jan Ćwiek (ur. 5 czerwca 1897 w Lublinie, zm. 31 stycznia 1934 w Warszawie) – polski lekarz, działacz niepodległościowy, działacz społeczny i sportowy, poeta-satyryk.

## Życiorys

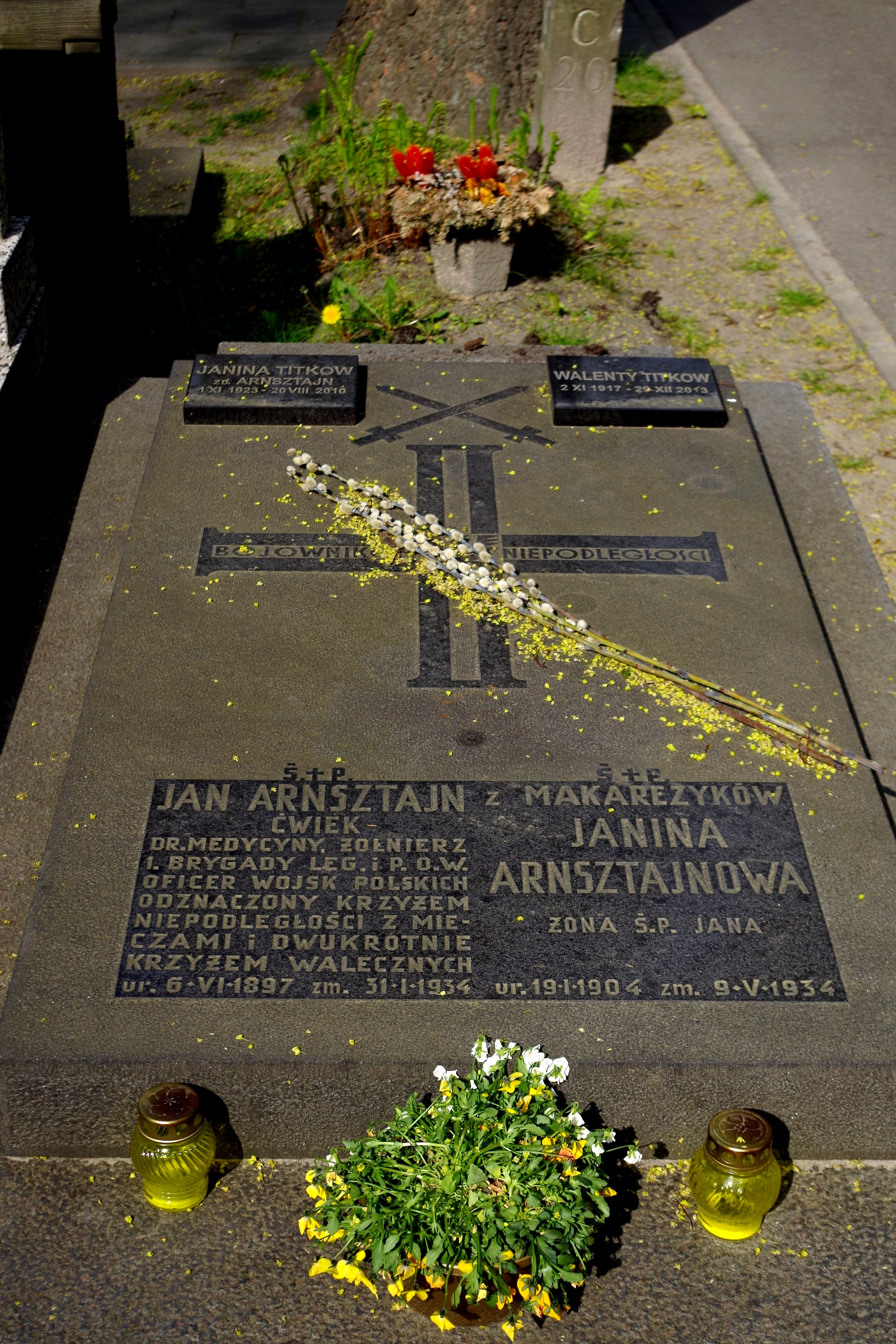
Grób Jana Arnsztajna oraz działacza państwowego Walentego Titkowa na Cmentarzu Wojskowym na Powązkach w Warszawie

Jan Arnsztajn był synem doktora Marka Arnsztajna oraz poetki Franciszki Arnsztajnowej. W latach szkolnych działał w harcerstwie oraz w Organizacji Młodzieży Narodowej. W 1915 roku ukończył Szkołę Lubelską. W lipcu 1915 przedostał się z fałszywym paszportem wystawionym na nazwisko Jan Ćwiek (później używał tego nazwiska w czasie służby w WP) do Legionów, w których formalnie służył od 16 lipca. Od 20 sierpnia 1915 był żołnierzem 1. kompanii VI baonu 1. pp I Brygady. Uczestniczył w kampanii wołyńskiej, podczas której zachorował na czerwonkę. Po kilkutygodniowym pobycie w szpitalu 25 listopada 1915 został zwolniony z Legionów i wrócił do Lublina. Działał w Polskiej Organizacji Wojskowej. Od 1 sierpnia do 4 października 1916 roku był w Lublinie komendantem miasta pod pseudonimem „Jerzmanowski”, a w roku 1917 – zastępcą komendanta Okręgu VIII POW. Po odzyskaniu niepodległości został przyjęty do Wojska Polskiego i mianowany porucznikiem. W listopadzie 1918 r. wstąpił do WP. Do końca 1919 r. służył w referacie personalnym DOG Lublin, a później kierował Wydziałem II Oświaty Żołnierskiej Sekcji VI Propagandy Oddziału II Naczelnego Dowództwa WP. Od 26 lipca 1920 był dowódcą kompanii 201. Ochotniczej DP. Uczestniczył w wojnie polsko-bolszewickiej, 3 sierpnia odznaczył się męstwem w bitwie pod Ostrowią Mazowiecką, w czasie której został ranny. Od 20 września 1920 pełnił funkcję adiutanta w dywizji ochotniczej.
Po zakończeniu wojny ukończył medycynę na Uniwersytecie Warszawskim. Uzyskał tytuł doktora. Następnie podróżował po Europie, wzbogacając swoje wykształcenie, a po powrocie m.in. z Francji, Austrii i Szwajcarii otworzył w Lublinie gabinet lekarski. Był dwukrotnie żonaty. Jego drugą żoną była aktorka Teatru Miejskiego Janina Pińska. Miał córkę Janinę, późniejszą żonę Walentego Titkowa. Pełnił funkcje prezesa zarządu Związku Legionistów Polskich w Lublinie oraz prezesa zarządu okręgowego Związku Peowiaków w Lublinie.
30 stycznia 1927 uczestniczył w dorocznym walnym zgromadzeniu Lubelskiego Związku Okręgowego Piłki Nożnej, w którym brali udział delegaci 12 klubów: z Lublina, Równego, Kowla, Chełma i Lubartowa, w czasie którego został wybrany na członka zarządu ZOPN, obok m.in. Zygmunta Martyniaka. W 1925 uzyskał pierwsze miejsce w grze pojedynczej oraz drugie w grze podwójnej w turniej tenisowym WKS Unii, który odbył się w Lublinie przy ul. Lipowej. Ponadto przez kilka lat z rzędu dzierżąc tytuł mistrza tenisowego Lublina, m.in. w 1928 i przyczynił się w wielkim stopniu do rozwoju tenisa na ziemi lubelskiej. 
Jan Arnsztajn chorował na gruźlicę. Leczył się w ośrodkach w Otwocku oraz Zakopanem. Zmarł 31 stycznia 1934 w Warszawie. Został pochowany w uroczystym pogrzebie na Cmentarzu Wojskowym na Powązkach (kwatera 20C-2-1).
W 1934 – pragnąc w sposób trwały uczcić jego pamięć – grono przyjaciół (m.in. Czesław Martyniak i Zygmunt Martyniak) podjęło inicjatywę ufundowania pucharu im. dr. Jana Arnsztajna, jako nagrody przechodniej dla najlepszego tenisisty lubelskiego. Zawody jego imienia odbyły się m.in. w 1935, 1936 oraz 1937.

## Odznaczenia
- Krzyż Niepodległości z Mieczami (1931)[14]
- Krzyż Walecznych z okuciami[15]
- Krzyż Legionowy[15]
- Odznaka „za wierną służbę” I Brygady[15]
- Odznaka pamiątkowa Polskiej Organizacji Wojskowej (zwana też Krzyżem P.O.W.)[15]
- Medal Pamiątkowy za Wojnę 1918–1921
- Wstęga za rany[15]